# Campionati africani di ginnastica artistica 2016
I Campionati africani di ginnastica artistica 2016 sono stati la XIII edizione della manifestazione continentale di ginnastica artistica organizzata dall'Unione africana di Ginnastica. Si sono svolti dal 23 al 26 marzo 2016 presso La Coupole di Algeri, in Algeria.
I ginnasti maschi hanno gareggiato in sei attrezzi: anelli, cavallo con maniglie, sbarra, parallele simmetriche, volteggio e corpo libero. Le ginnaste hanno concorso in quattro attrezzi: parallele asimmetriche, trave, volteggio e corpo libero.
I campionati hanno previsto lo svolgimento di concorsi senior e junior. L'Algeria (con 7 titoli e 14 medaglie) e l'Egitto (6 titoli, 12 medaglie) hanno prevalso nelle competizioni senior. La competizione juniores è stata vinta dall'Egitto (12 titoli, 23 medaglie), grazie in particolare ad Abdelrahman Faheem, che ha conquistato sette medaglie d'oro e un argento nelle otto gare maschili.

## Campionati senior

### Podi

#### Uomini
| Evento                | Oro                                                                                                   | Punti | Argento                                                                                        | Punti | Bronzo                                                                | Punti |
| Concorso a squadre    | Algeria Hillal Metidji Mohamed Abdeldjalil Bourguieg Mohamed Aouicha Mohamed Reghib Ahmed Anis Maoudj |       | Egitto Tarek Hamdy Shalaby Islam Ahmed Elsayed Mohamed Moubarak Ahmed Ash Elmaraghy Ali Zahran |       | Marocco Hamza Hossaini Abderrazak Nasser Soufiane Bachar Aymen Goutou |       |
| Concorso individuale  | Algeria Hillal Metidji                                                                                |       | Algeria Mohamed Abdeldjalil Bourguieg                                                          |       | Egitto Tarek Hamdy Shalaby                                            |       |
| Anelli                | Egitto Ali Zahran                                                                                     |       | Egitto Tarek Hamdy Shalaby                                                                     |       | Algeria Mohamed Abdeldjalil Bourguieg                                 |       |
| Cavallo con maniglie  | Algeria Mohamed Aouicha                                                                               |       | Algeria Hillal Metidji                                                                         |       | Tunisia Wissem Harzi                                                  |       |
| Sbarra                | Algeria Mohamed Reghib                                                                                |       | Egitto Ahmed Elmaraghy                                                                         |       | Algeria Mohamed Abdeldjalil Bourguieg                                 |       |
| Parallele simmetriche | Algeria Mohamed Abdeldjalil Bourguieg                                                                 |       | Algeria Hillal Metidji                                                                         |       | Tunisia Harzi Wissem                                                  |       |
| Volteggio             | Algeria Mohamed Abdeldjalil Bourguieg                                                                 |       | Marocco Hamza Hossaini                                                                         |       | Egitto Mohamed Moubarak                                               |       |
| Corpo libero          | Algeria Mohamed Abdeldjalil Bourguieg                                                                 |       | Tunisia Harzi Wissem                                                                           |       | Algeria Mohamed Aouicha                                               |       |

#### Donne
| Evento                 | Oro                                                                                              | Punti | Argento                                                                   | Punti | Bronzo                                                                            | Punti |
| Concorso a squadre     | Egitto Sherine Elzeiny Nada Mohamed Mohamed Mandy Essam Mohamed Mai El Sayed Rahaf Armia Zakaria |       | Sudafrica Claudia Cummins Kirsten Beckett Aatiqah Abrahams Lukisha Schalk |       | Algeria Chama Temmami Farah Boufadene Meriem Minighed Ahlem Mokhtari Celia Haroun |       |
| Concorso individuale   | Egitto Sherine Elzeiny                                                                           |       | Sudafrica Claudia Cummins                                                 |       | Sudafrica Kirsten Beckett                                                         |       |
| Parallele asimmetriche | Egitto Rahaf Armia Zakaria                                                                       |       | Sudafrica Claudia Cummins                                                 |       | Sudafrica Kirsten Beckett                                                         |       |
| Trave                  | Egitto Nada Mohamed Mohamed                                                                      |       | Sudafrica Lukisha Schalk                                                  |       | Sudafrica Claudia Cummins                                                         |       |
| Volteggio              | Sudafrica Kirsten Beckett                                                                        |       | Sudafrica Claudia Cummins                                                 |       | Egitto Mai El Sayed                                                               |       |
| Corpo libero           | Egitto Mandy Essam Mohamed                                                                       |       | Sudafrica Kirsten Beckett                                                 |       | Sudafrica Claudia Cummins                                                         |       |

## Campionati junior

### Ragazzi
| Evento                | Oro                                                                                          | Punti | Argento                                                             | Punti | Bronzo               | Punti |
| Concorso a squadre    | Egitto Abdelrahman Faheem Ahmed Ali Amin Omar Elaraby Abdelrahman Abdelhaleem Mohamed Hassan |       | Marocco Mehdi Tougui Anass Naciri Achraf Quistas Abdelaziz Essamyry |       |                      |       |
| Concorso individuale  | Egitto Abdelrahman Faheem                                                                    |       | Egitto Ahmed Ali Amin                                               |       | Marocco Mehdi Tougui |       |
| Anelli                | Egitto Abdelrahman Faheem                                                                    |       | Egitto Ahmed Ali Amin                                               |       | Marocco Mehdi Tougui |       |
| Cavallo con maniglie  | Egitto Abdelrahman Faheem                                                                    |       | Egitto Abdelrahman Abdelhaleem                                      |       | Marocco Mehdi Tougui |       |
| Sbarra                | Egitto Abdelrahman Faheem                                                                    |       | Marocco Mehdi Tougui                                                |       | Egitto Omar Elaraby  |       |
| Parallele simmetriche | Egitto Abdelrahman Faheem                                                                    |       | Egitto Ahmed Ali Amin                                               |       | Marocco Mehdi Tougui |       |
| Volteggio             | Egitto Abdelrahman Faheem                                                                    |       | Egitto Omar Elaraby                                                 |       | Marocco Mehdi Tougui |       |
| Corpo libero          | Egitto Omar Elaraby                                                                          |       | Egitto Abdelrahman Faheem                                           |       | Algeria Ayoub Hamida |       |

### Ragazze
| Evento                 | Oro | Punti | Argento                                                                                | Punti | Bronzo                                                       | Punti |
| Concorso a squadre     | Egitto Farah Ahmed Hussein Farah Sayed Mahmoud Mariam Osama Wafaei Alla Amr Mostafa Zeina Ibrahim Sharaf |       | Sudafrica Caitlin Rooskrantz Naveen Daries Caitlyn Kelly Jade Pailman Paige McElligott |       | Marocco Imane Balad Nisrine Aabab Salma Tougui Loubna Satour |       |
| Concorso individuale   | Egitto Farah Hussein                                                                                     |       | Sudafrica Caitlin Rooskrantz                                                           |       | Sudafrica Naveen Daries                                      |       |
| Parallele asimmetriche | Sudafrica Caitlin Rooskrantz                                                                             |       | Egitto Farah Hussein                                                                   |       | Egitto Farah Mahmoud                                         |       |
| Trave                  | Egitto Mariam Wafaei                                                                                     |       | Sudafrica Caitlin Rooskrantz                                                           |       | Egitto Farah Hussein                                         |       |
| Volteggio              | Tunisia Chahed Sakr                                                                                      |       | Egitto Alla Mostafa                                                                    |       | Sudafrica Naveen Daries                                      |       |
| Corpo libero           | Egitto Alla Mostafa                                                                                      |       | Sudafrica Naveen Daries                                                                |       | Sudafrica Caitlin Rooskrantz                                 |       |